# Le Gua, Charente-Maritime
Le Gua är en kommun i departementet Charente-Maritime i regionen Nouvelle-Aquitaine i sydvästra Frankrike. Kommunen ligger  i kantonen Marennes som ligger i arrondissementet Rochefort. År 2022 hade Le Gua 2 115 invånare.

## Befolkningsutveckling
Antalet invånare i kommunen Le Gua
Referens:INSEE